# Randers Festuge
Randers Festuge (indtil 2019 Randers Ugen) finder sted hvert år midt i august i Randers.
Den første Randers Uge fandt sted i 1977, hvor Randers fejrede sit 675 års købstadsjubilæum. Trods sit navn varer Randers Ugen 9 dage. Programmet byder på både folkelighed og finkultur. Blandt de faste elementer er Fjordløbet, Fjordregatta og den store åbningsaften, hvor et stort navn – i 2007 Thomas Helmig – skyder ugen i gang, ligesom der hvert år er et stort pensionistkaffebord med underholdning af førende dansktopnavne. Ugen igennem er der masser af koncerter for enhver smag – de tre musiktelte: Teltet på Justesens Plæne med rock/pop, Jazzteltet og Countryteltet. Siden 1990 har Randers Ugen desuden budt på Den Censurfri, der er landets største udstilling for amatørkunstnere med over 100 udstillende.
Gennem mange år havde Randers Ugen et tema, men det har ikke været tilfældet siden 2006.